# Giovanni Cini
Giovanni Cini (* zwischen 1490 und 1495 in Siena; † 1565 in Krakau) war ein Architekt, Bildhauer und Steinmetz der Renaissance. Cini gehörte zur dritten Generation italienischer Renaissance-Künstler, die am Krakauer Königshof tätig waren.

## Leben
Giovanni Cini wurde zwischen 1490 und 1495 in Siena geboren. Er kam auf Geheiß König Sigismund des Alten im Jahr 1519 nach Krakau. Hier trat er in die Werkstatt des Florentiners Bartolomeo Berrecci ein, in der er bis 1529 an der Sigmundskapelle in der Wawel-Kathedrale arbeitete. Zwischen 1529 und 1531 hielt er sich wieder in Siena auf. 1531 war er wieder in Krakau, wo er sich selbständig machte und zusammen mit anderen Mitarbeitern Berreccis, Bernardino Zanobi de Gianotis und Filippo da Fiesole, eine Künstlergesellschaft, die gemeinsam um Aufträge warb, gründete. Zudem arbeitete er weiter mit Berrecci und Giovanni Maria Mosca zusammen. Von 1531 bis 1535 baute er die Kathedrale von Płock und danach die Kathedrale von Vilnius im Stil der Renaissance um.

## Schaffen
Von den Werken Giovanni Cini sind erhalten:
- Kuppel der Kathedrale von Płock
- Villa Decius in Krakau
- Renaissance-Altar der Wawel-Kathedrale, heute in der Stanislauskirche in Bodzentyn
- Renaissance-Altar in Zator, heute in der Kunstsammlung des Wawels
- Grabmal des Großkanzlers Krzysztof Szydłowiecki in Stiftskirche in Opatów
- Grabmal des Bischofs Jan Lubrański im Posener Dom

Nicht erhalten sind unter anderem:
- Unterer Palast des Neuen Königsschloss in Vilnius, teilweise wieder rekonstruiert
- Hauptschiff der Kathedrale von Vilnius
- Arbeiten an der Annakirche in Vilnius
- Arbeiten an der Barbarakirche in Vilnius
- Grabmal der Königin Elisabeth von Habsburg in der Kathedrale von Vilnius